# Anton Diermann
Franz Anton Diermann (* 25. Februar 1889 in Hüsten; † 23. Juli 1962 oder 1982 in Ettlingen) war ein deutscher Polizeioffizier, zuletzt SS-Brigadeführer und Generalmajor der Polizei im Zweiten Weltkrieg.

## Leben
Anton Diermann war der Sohn des Schneidermeisters Theodor Diermann und dessen Ehefrau Elisabeth Linkamp. Nach dem Gymnasialbesuch legte er 1908 in seiner Heimatstadt das Abitur ab. Anschließend studierte er bis 1912 Altphilologie und Germanistik an den Universitäten Münster und Bonn, schloss das Studium jedoch nicht ab. Am Ersten Weltkrieg nahm er von September 1914 bis November 1918 als Angehöriger des Heeres des Deutschen Kaiserreiches teil, zuletzt im Rang eines Leutnants der Reserve. Von Ende Januar 1919 bis Ende März 1920 war er Angehöriger des Freikorps Lichtschlag. Danach trat er umgehend in die preußische Polizei ein mit Dienstorten im Ruhrgebiet und Schleswig-Holstein. Anfang Mai 1927 trat er zur preußischen Landjägerei über. Mittlerweile zum Major der Polizei befördert wurde er zur Kommandantur nach Trier versetzt.
Zu Beginn der Zeit des Nationalsozialismus trat er zum 1. Mai 1933 der NSDAP bei (Mitgliedsnummer 2.041.943). Nach der Abstimmung im Saargebiet im Januar 1935 leitete er das Saarlandjägerkorps der Völkerbundstruppe. Während des Zweiten Weltkrieges wurde er nach der deutschen Besetzung Polens im Herbst 1939 Kommandeur der Gendarmerie in Danzig.  Ab 1941 war er im Rang eines Oberstleutnants der Polizei ab beim Chef der Zivilverwaltung im Elsass in Straßburg eingesetzt.
Anfang Februar 1942 wechselte er in den Generalbezirk Weißruthenien nach Minsk, wo er den Posten des Kommandeurs der Gendarmerie bekleidete. Im Zuge der Ermordung der weißrussischen Juden wies der örtlich zuständige Kommandeur der Sicherheitspolizei und des SD (KdS) Eduard Strauch die Gendarmerie-Posten vor Ort an unverzüglich über „Zahl und Stärke aller noch existierenden Gemeinden unter dem Stichwort Auslese von jüdischen Facharbeitern“ zu informieren. Diermann befahl umgehend den ihm unterstehenden Dienststellen  auf diese Anfrage direkt zu antworten.
Im Herbst 1942 wurde er nach Prag versetzt, wo er das 20. Polizeiregiment kommandierte und Inspekteur der Protektoratspolizei wurde. Anfang September 1942 wurde er Mitglied der Schutzstaffel (SS-Nummer 431.177) und bereits zwei Monate später zum SS-Standartenführer und im April 1943 zum SS-Oberführer befördert. Ab Mitte September 1943 war er Befehlshaber der Ordnungspolizei beim Höheren SS- und Polizeiführer in Danzig. Ende Januar 1944 wurde er schließlich zum SS-Brigadeführer und Generalmajor der Polizei befördert, seinem höchsten erreichten SS- und Polizeirang. Ende Februar 1944 wurde er Chef des Kommandoamtes im Hauptamt Ordnungspolizei in Berlin. Nach einer Zwangsbeurlaubung im August 1944 fand er ab Februar 1945 noch kurzzeitig Wiederverwendung als kommissarischer Polizeipräsident von Wiesbaden.
Nach Kriegsende befand sich Diermann in alliierter Internierung. In der Nachkriegszeit wurde gegen Diermann ermittelt, u. a. wegen des Tatbestandes der Erschießung von etwa 800 Juden im Frühjahr 1942 im Raum Sluzk. Das Verfahren wurde durch die Staatsanwaltschaft Karlsruhe 1965 schließlich eingestellt.